# Polimeryzacja Zieglera-Natty

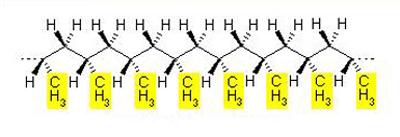
Izotaktyczny polipropylen. Wszystkie grupy metylowe (CH_{3}) skierowane są w tę samą stronę

Proces Zieglera-Natty – proces otrzymywania polipropylenu i innych poliolefin o strukturze izotaktycznej w wyniku stereoselektywnej reakcji polimeryzacji addycyjnej propylenu (lub innych olefin) zachodzący w obecności tzw. katalizatorów Zieglera-Natty
Łańcuch węglowy polipropylenu jest chiralny, a ułożenie atomów H i grup CH3 przy każdym asymetrycznym atomie węgla jest przypadkowe, jeśli polimer ten jest otrzymywany w sposób niekontrolowany stereochemicznie. Produkt taki  jest lepki, amorficzny i prawie bezużyteczny. 
W 1953 roku Karl Ziegler opracował pierwszy katalizator heterofazowy stereoselektywnej polimeryzacji olefin, a kilka lat później zespół Giulia Natty otrzymał za jego pomocą po raz pierwszy stereoregularny polipropylen o strukturze izotaktycznej, tj. takiej, w której wszystkie asymetryczne atomy węgla mają tę samą konfigurację. Katalizatorem Zieglera-Natty może być np. mieszanina chlorku tytanu(IV) (TiCl4) i trietyloglinu (Et3Al). Współcześnie większość polipropylenu produkuje się w procesie Zieglera-Natty w fazie gazowej, z użyciem katalizatorów na specjalnych podłożach.
PP izotaktyczny ma średni ciężar cząsteczkowy od 50 tys. do 100 tys. Da, a w przypadku gatunków włóknotwórczych – do miliona Da. Jest on tworzywem termoplastycznym, przetwarza się go metodami wtrysku i wytłaczania. Stosowany jest m.in. do produkcji rur, naczyń, zabawek, opakowań i folii. Olbrzymia większość PP stosowanego w praktyce to właśnie jego forma izotaktyczna.
Duża gęstość polimerów otrzymanych z użyciem katalizatora Zieglera-Natty wynika z regularnego ułożenia grup bocznych wzdłuż łańcucha. Dzięki temu łańcuchy mogą się dobrze upakować i utworzyć krystaliczny materiał o dużej gęstości, z którego można wytwarzać włókna (włókna polipropylenowe są używane obecnie np. do wyrobu odzieży sportowej). Katalizatory Zieglera-Natty używane są również do kontrolowania struktury polimerów przewodzących w celu polepszenia ich właściwości elektrycznych.